# Dewan Farooque Motors
 (décembre 2020).
Dewan Farooque Motors Limited était un constructeur automobile basé à Karachi, au Pakistan. Les principales activités de l'entreprise ont été l'assemblage, la fabrication et la vente de véhicules.
En 2016, la société avait accepté de reprendre la production de véhicules de SsangYong, filiale sud-coréenne du constructeur indien Mahindra & Mahindra, sous le nom de Daehan-Dewan, dans son usine d'assemblage de Sujawal.

## Histoire
Dewan Farooque Motors Limited a été créée le 28 décembre 1998.
Dewan Farooque s'est associé à des marques sud-coréennes comme Hyundai et Kia pour produire sa première voiture le 15 janvier 2000. La société a reçu une réponse extraordinaire en particulier pour les modèles Hyundai Santro et Hyundai Porter (appelé Hyundai Shehzore). Les ventes de l'entreprise ont bien progressé jusqu'en 2008, date à laquelle elle a dû faire face à divers défis. En 2009, la production automobile s'est arrêtée. Après un écart de trois ans, Dewan Farooque a produit quelques centaines de voitures au cours des années 2014 et 2015 sur son ancien stock. Dewan Farooque a annoncé en octobre 2016 que la société recommencerait à assembler des véhicules en 2017.
Le 19 janvier 2018, le constructeur Dewan Farooque Motors a annoncé qu'il avait reçu l'approbation de son usine Brownfield de la part de Engineering Development Board et qu'il devrait reprendre sa production de véhicules à partir de début 2018. Le 25 février 2018, Dewan a lancé une camionnette sous le nom de Shehzore en collaboration avec Daehan Motors,.

## Voir également
- Entreprises Yousuf Dewan